# Manifester Trauminhalt
Als manifester Trauminhalt wird in der Traumdeutung und speziell in der Psychoanalyse das konkrete Traummaterial (Traumbilder) bezeichnet, was von einem Traum auch nach dem Erwachen in Erinnerung bleibt, die Oberfläche dessen darstellend, von wo aus bei Bedarf eine Tiefen-/Traumanalyse begonnen werden kann. Der Analytiker fordert dabei seinen Klienten zum freien Assoziieren über die einzelnen Symbole des Traumes auf. Das Ergebnis dieser Arbeit besteht dann in der Aufdeckung des latenten Trauminhalts, die eine Rückübersetzung des konkreten (manifesten) Traummaterials in die Sprache der verdrängten Wunscherfüllung darstellt. Freud nannte sie Traumarbeit. Dabei handelt es sich um die bislang „unter der Oberfläche“, im Unbewussten, verborgen gebliebene Botschaft der Psyche an das Ich/Bewusstsein des Träumers.
Als Grund dafür, dass die Psyche ihre Botschaften dem Ich-Bewusstsein nicht unmittelbar verkündet, sie den latenten (verborgenen) Inhalt stattdessen gewissermaßen in den Deckmantel der manifest werdenden Symbole verkleidet, sieht Sigmund Freud das Phänomen der so genannten Widerstände. Sie hätten die Aufgabe eines Schutzmechanismus, denn oftmals bestehen die Handlungen unserer Träume aus der wunschgemäßen Befriedung angeborener Bedürfnisse des Es, die zwar biologisch vollberechtigt sind – von triebhaften Lustregungen begleitet oder auch heftigen Aggressionen –, dabei jedoch oft sittenwidrig, bzw. nicht gesellschaftsfähig. Schließlich wird das Über-Ich – jene psychische Instanz, in die sich die „moralische Erziehung“ einprägt – für verantwortlich der Widerstände und der Umwandlung vom latenten zum manifesten Trauminhalt erklärt. Es ist wie wenn die erziehenden Eltern die angeborenen Regungen ihrer Kinder nicht dulden, mit dem Unterschied, dass sich dies im weitesten Sinne „Zensur“ übende, „pädagogisch“ gesellschaftskonforme Verhalten beim Erwachsenen längst in seinem Über-Ich festgesetzt hat, die Verrätselung seiner Träume auslösend und zugleich das reduzierte Ausleben seiner natürlichen Antriebe verursachend.